# Compagnie des chemins de fer normands

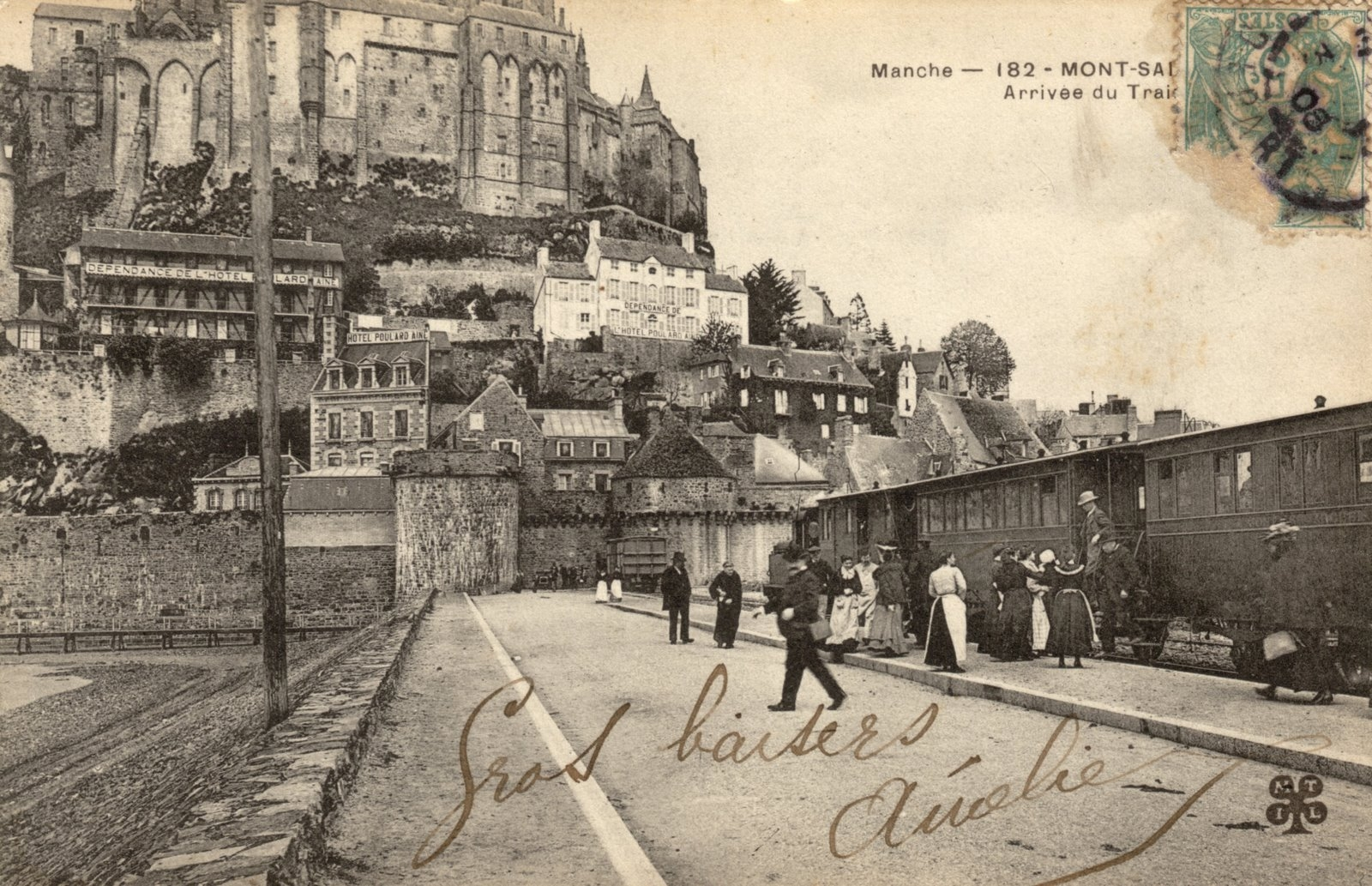
Un train au Mont Saint Michel.

La Compagnie des chemins de fer normands est formée en 1928 pour exploiter le réseau de chemins de fer d'intérêt local du département de la Manche. 

## Histoire
La compagnie reprend le réseau ferré  de la Compagnie des tramways normands auquel s'ajoutent ceux de la société des Chemins de fer de la Manche et de la compagnie de chemins de fer départementaux  (CFD).

## Les lignes
- Lignes issues de la Compagnie des tramways normands :
  - Pontorson - Mont-Saint-Michel, (10 km), à voie normale, fermeture en 1938 ;
  - Avranches à Saint-James, à voie métrique, (17 km), fermeture en 1933.
- Lignes issues de la compagnie des Chemins de fer de la Manche :
  - Barfleur - Cherbourg, à voie normale (30 km), ouverture en 1911, fermeture en 1950 ;
  - Granville - Condé-sur-Vire - Saint-Lô (80 km) à voie métrique, ouverture entre 1909 et 1921, fermeture en 1936 ;
  - Granville à Sourdeval, à voie métrique (71 km), ouverture en 1908 fermeture en 1935 ;
  - Coutances - Lessay (37 km), à voie métrique, ouverture en 1909 fermeture en 1932 ;
  - Landivy - Saint-Hilaire-du-Harcouët (17 km), à voie métrique, ouverture en 1909 fermeture en 1938.
- Lignes issues de la compagnie de Chemins de fer départementaux
  - Barfleur -  Saint-Vaast-la-Hougue -  Saint-Martin-d'Audouville - Valognes, (34 km) ouverture 1886 ;
  - Saint-Martin-d'Audouville - Montebourg, (8 km) ouverture 1886 (embranchement).